# Gherardo Gambelli
Gherardo Gambelli (Viareggio, 23 de junio de 1969) es un sacerdote católico italiano de la Arquidiócesis de Florencia. Fue nombrado arzobispo de Florencia el 18 de abril de 2024. Dedicó más de una década de su tiempo como sacerdote a la obra misional en Chad.

## Primeros años de vida
Gambelli nació en Viareggio el 23 de junio de 1969 y creció en Castelfiorentino. Estudió en el seminario mayor de Florencia y el 2 de junio de 1996 fue ordenado sacerdote católico para la Arquidiócesis de Florencia por el cardenal Silvano Piovanelli, entonces arzobispo de Florencia.

## Ministerio presbiteral
El primer encargo pastoral de Gambelli fue como vicario parroquial de la Chiesa di Santo Stefano in Pane en el distrito de Rifredi. Después de cuatro años como vicario, emprendió estudios en la Pontificia Universidad Gregoriana, graduándose de licencia en teología bíblica en el año 2000. Luego se desempeñó como administrador de la Pieve di Sant'Andrea en Cercina hasta 2006, mientras también enseñaba como profesor visitante en el Seminario Mayor de N'Djamena en Chad de 2001 a 2006.
Después de obtener un doctorado de la Facultad de Teología de Italia Central en 2007, Gambelli se convirtió en pastor de pleno derecho de Immacolata e San Martino en Montughi. Se desempeñó en esa capacidad durante cuatro años antes de ser enviado como sacerdote misionero a la Arquidiócesis de Yamena en Chad en 2011. Allí ejerció como párroco de Santa Joséfina Bakhita, fue responsable de la pastoral vocacional y enseñó en el seminario menor nacional. Gambelli se convirtió en rector de la Cathédrale Saint-Ignace en el vecino Vicariato apostólico de Mongo en 2018, antes de ser nombrado vicario general del vicariato el año siguiente. Sus años en Chad incluyeron dos períodos como capellán de prisión, de 2011 a 2017 en la prisión de Yaména y de 2018 a 2022 en la prisión del Vicariato de Mongo.
A su regreso a Italia en 2023, Gambelli se convirtió en párroco de Madonna della Tosse. También fue subdirector espiritual del seminario y capellán de la prisión.

## Ministerio episcopal
Gambelli fue nombrado arzobispo de Florencia el 18 de abril de 2024. Su nombramiento fue descrito por Il Messaggero como parte de un patrón en el que el papa Francisco elige candidatos oscuros con experiencia en trabajo parroquial y misionero para sedes importantes. Avvenire se refirió a él como «el sacerdote de las periferias, de África a la prisión». La consagración episcopal y la instalación de Gambelli están previstas para el 24 de junio.